# Kalina Wielka (przystanek kolejowy)
Kalina Wielka – nieczynny przystanek osobowy kolei wąskotorowej (Świętokrzyska Kolej Dojazdowa) w Kalinie Wielkiej, w województwie małopolskim, w Polsce.